# NGC 6456
NGC 6456 est une lointaine galaxie elliptique compacte située dans la constellation du Dragon. Sa vitesse par rapport au fond diffus cosmologique est de 12 311 ± 26 km/s, ce qui correspond à une distance de Hubble de 182 ± 13 Mpc (∼594 millions d'al). NGC 6456 a été découverte par l'astronome américain Lewis Swift en 1886.
En raison d'une brillance de surface égale à 14,00 mag/am2, on peut qualifier NGC 6456 de galaxie à faible brillance de surface (LSB en anglais pour low surface brightness). Les galaxies LSB sont des galaxies diffuses (D) avec une brillance de surface inférieure de moins d'une magnitude à celle du ciel nocturne ambiant.
Note : Les galaxies NGC 6456, NGC 6463, NGC 6470, NGC 6471, NGC 6472, et NGC 6477 sont assez près l'une de l'autre sur la sphère céleste. L'attribution d'un numéro NGC à ces galaxies demandent certaines hypothèses. Aussi, l’identification de celles-ci doit être considérée comme incertaine, mais elle est probablement correcte. Harold Corwin a écrit un texte assez fouillé à ce sujet.

## Supernova
La supernova SN 2014bm a été découverte dans NGC 6456 le 6 juin 2014 par F. Ciabattari, E. Mazzoni et S. Donati du groupe ISSP (Italian Supernovae Search Project). Cette supernova était de type Ia.